# الیگوکلورا
الیگوکلورا (نام علمی: Oligochlora) نام یک سرده از تیره شیرین‌زنبوران است.